# Хав'єр Дельгадо (костариканський футболіст)
Луїс Хав'єр Дельгадо (ісп. Luis Javier Delgado, нар. 28 липня 1968, Алахуела) — костариканський футболіст, що грав на позиції захисника, зокрема за «Алахуеленсе» та національну збірну Коста-Рики.

## Клубна кар'єра
У дорослому футболі дебютував 1991 року виступами за команду «Алахуеленсе», в якій провів шість сезонів. 
Згодом з 1997 по 1998 рік грав у Гватемалі за «Мунісіпаль», після чого повернувся на батьківщину, приєднавшись до «Санта Барбари».
1999 року повернувся до «Алахуеленсе», за який відіграв заключні чотири сезони своєї професійної кар'єри.

## Виступи за збірну
1992 року дебютував в офіційних матчах у складі національної збірної Коста-Рики.
У складі збірної був учасником Золотого кубка КОНКАКАФ 1993 і Золотого кубка КОНКАКАФ 2000, на якому команда здобула бронзові нагороди. Також брав участь у Кубку Америки 1997 року в Болівії, де костариканці були запрошеною командою.
Загалом протягом кар'єри в національній збірній, яка тривала 9 років, провів у її формі 33 матчів, забивши 2 голи.